# Rupia del Golfo
La rupia del Golfo o rupia del golfo Pérsico (en árabe: روبية خليجية‎) fue la moneda de curso legal utilizada en varios países del golfo Pérsico y la península arábiga entre 1959 y 1966. Fue emitida por el gobierno indio y el Banco de Reserva de la India, y tenía su paridad fijada a la rupia india.

## Historia
En la primera mitad del siglo XX, la rupia india se utilizaba en los países del golfo Pérsico y de la península arábiga. Para mitigar el esfuerzo de la India a la hora de invertir en divisas extranjeras debido al contrabando de oro por este uso externo de la rupia, se creó una moneda diferente. En 1959 el gobierno de la India introdujo la rupia del Golfo para sustituir la circulación de la rupia india en estos territorios. Al mismo tiempo, la rupia india fijó su paridad a la libra esterlina con una tasa de cambio de 13⅓ INRs = 1 GBP.
Dos países, Kuwait y Baréin sustituyeron la rupia del Golfo por sus propias monedas (el dinar kuwaití y el dinar bareiní) tras lograr la independencia del Reino Unido en 1961 y 1965 respectivamente.
El 6 de junio de 1966, la India devaluó la rupia. Para evitar nuevas devaluaciones, varios territorios del Golfo emitieron sus propias monedas. Catar y muchos de los  Estados de la tregua adoptaron el riyal, mientras que el emirato de Abu Dabi adoptó el dinar bahreiní. Únicamente Omán continuó usando la rupia del Golfo hasta 1970, año en el que emitió su propia moneda, el rial omaní.

## Billetes
Los billetes emitidos por el Banco de Reserva de la India eran de denominaciones de 1, 5, 10 y 100 rupias. Estos billetes tenían diseños similares a los utilizados para la rupia india, pero impresos en colores diferentes. El número de serie de los billetes emitidos estaban precedidos por la letra Z.
| Denominación | Color predominante | Imagen del anverso | Imagen del reverso |
| ------------ | ------------------ | ------------------ | ------------------ |
| 1 Rupia      | Rosa               |                    |                    |
| 5 Rupias     | Naranja            |                    |                    |
| 10 Rupias    | Rojo               |                    |                    |
| 100 Rupias   | Verde              |                    |                    |